# 唐蘭
唐 蘭（とう らん、1901年 - 1979年1月11日）は、中国の古文字学者・歴史学者。

## 生涯
唐蘭は浙江省嘉興府秀水県に生まれた。はじめ商業学校に通い、ついで漢方医学を治めて開業医になった。1920年に無錫国学専修館（蘇州大学の母体の一つ）に入り直し、1923年に卒業した。その後は天津で家庭教師をしたり雑誌の編集をしたりしながら古文字の研究を行った。
1931年5月に東北大学の講師になったが、ほどなく満洲事変が起きると北京に移り、燕京大学・北京大学などで講師として教えた。1936年に国立北平故宮博物院の専門委員になった。
日中戦争では昆明に逃れて西南連合大学の副教授（翌年教授）をつとめた。戦後はふたたび北京大学の教授となり、中華人民共和国成立後もその職にあったが、1952年に故宮博物院に移り、後にその副院長になった。1966年には越王勾践剣に勾践の名が記されていることをはじめて指摘した。
文化大革命でははじめ批判されて労働改造をさせられていたが、1970年代に湖南省で馬王堆漢墓が発見されると、その整理調査に従事した。ほかに侯馬盟書や大汶口文化の陶器に記された記号を研究した。
脳梗塞が原因で1979年に没した。

## 主な著作
文字学に関する主著に『殷墟文字記』(北京大学1934油印)、『古文字学導論』(北京大学1935石印、2冊)『中国文字学』(開明書店1949)がある。前二者は北京大学の手書きの講義ノートを出版したもので、発行部数が少なく稀覯書に属したが、没後に再出版された。
『古文字学導論』では字源についての主観的な憶測を排し、対照・推勘・偏旁分析・歴史考証などの手法で文字を研究することを主張した。また漢字の構造に関しては従来の六書にかわって三書（象形・象意・形声）を用いることを主張した。
『中国文字学』では伝統的な音韻学や訓詁学から独立した文字学の研究を唱えた。文字学とは古代から現代に至る文字の発展とその原因について研究する学問であるとした。従来の羅振玉や王国維の研究は大きな功績を上げたものの、その方法が体系立っていないと批判した。
『天壤閣甲骨文存并考釈』(輔仁大学1939、2冊)は、王懿栄旧蔵の甲骨108片の拓本を著録し、かつ字釈を加えたものである。
青銅器の断代に関する著作には、没後に出版された『西周青銅器銘文分代史徴』(中華書局1986)がある。